# Basta (Quilapayún)
Basta è un album in studio del gruppo musicale cileno Quilapayún, pubblicato nel 1969.

## Descrizione
Si tratta del secondo disco prodotto dalla Jota Jota, l'etichetta della Juventudes Comunistas de Chile, in seguito DICAP e contiene una raccolta di canzoni di lotta e di protesta di tutto il mondo. Il titolo ed il progetto di questo disco sono stati ispirati dal libro Basta - Storia rivoluzionaria dell'America Latina attraverso la canzone di Meri Franco Lao, autrice che avevano conosciuto in occasione della tappa romana del primo loro tour europeo.
A la mina no voy ("Alla miniera non ci vado") è una canzone tradizionale colombiana del XVII secolo, in cui viene trattato il tema dello schiavismo. La muralla ("La muraglia") è un brano composto dai Quilapayún assieme a Nicolás Guillen, uno dei loro brani più noti e di cui qui troviamo la loro prima registrazione in assoluto. Bella ciao è un in realtà un medley di due canzoni italiane: Son cieco, brano rivoluzionario italiano risalente probabilmente ai primi del novecento e il celeberrimo inno partigiano Bella ciao, entrambe qui cantate in italiano e uniche canzoni del disco non cantate in spagnolo. Por montañas y praderas ("Per i monti e per le praterie") è l'inno dei guerriglieri sovietici. La carta ("La lettera") è invece una canzone di Violeta Parra autobiografica, scritta durante la sua trasferta europea del 1953, in cui rappresentava il Cile al Festival della Gioventù di Varsavia e che narra dell'incarcerazione del fratello Roberto durante la repressiva presidenza di Jorge Alessandri Rodríguez, in seguito a uno sciopero. Carabina 30-30 è una canzone della Rivoluzione Messicana. Por que los pobres no tienen ("Perché i poveri non hanno") è un altro brano della cantautrice Violeta Parra, registrato dall'autrice nel 1961 a Buenos Aires e censurata dal governo argentino, dato il suo contenuto di protesta contro la disuguaglianza sociale e i toni anticlericali. Basta ya ("E ora basta") è una canzone composta dal cantautore argentino Atahualpa Yupanqui.
Del disco esistono numerose edizioni e ristampe in tutto il mondo. La prima stampa cilena è stata pubblicata nel 1969 dalla Jota Jota in formato LP monoaruale con numero di catalogo JJL-07. Nel 1971 è stato pubblicato dalla Pathé Marconi - EMI in Francia. In Italia viene pubblicato da I Dischi Dello Zodiaco-DICAP nel 1974 con numero di catalogo VPA 8196 in formato LP stereo, con il titolo  Basta - Canti rivoluzionari, in un'edizione particolarmente curata con copertina apribile e libretto ciclostilato con testi e note, com'era d'abitudine per l'etichetta discografica in quegli anni. Nello stesso anno è stato pubblicato anche in Venezuela e ristampato in Francia. Nel 1975 in Portogallo, dalla Movieplay, e Scandinavia sotto etichetta DICAP. Sempre sotte etichetta DICAP è stato ristampato ancora in Francia nel 1978, mentre la prima edizione spagnola risale al 1986 per conto della Fonomusic. In formato CD viene ristampato nel 1991 dalla DOM in Svizzera e nel 1998 dalla Warner Music Chile in Cile. Oltre alle numerose altre stampe in vinile tra cui in Giappone, Venezuela e Argentina, esiste anche un'edizione cilena in musicassetta pubblicata dalla Alerce.

## Tracce
1. A la mina no voy (Canzone colombiana, sec. XVII) – 3:11
2. La muralla – 4:11 (testo: Nicolás Guillén – musica: Quilapayún)
3. La gaviota – 3:36 (testo: Julio Huasi – musica: Eduardo Carrasco)
4. Bella ciao (folklore italiano, canzone dei partigiani) – 2:43
5. Coplas de balagua (folklore argentino) – 4:03
6. Cueca de Balmaceda (cueca sec. XIX, folklore) – 2:12
7. Por montañas y praderas (inno dei gueriglieri sovietici) – 3:07
8. La carta – 2:46 (Violeta Parra)
9. Carabina 30-30 (della rivoluzione messicana) – 3:13
10. Por que los pobres no tienen – 3:51 (Violeta Parra)
11. Patron – 2:33 (Aníbal Sampayo)
12. Basta ya – 3:08 (Atahualpa Yupanqui)

Durata totale: 38:34

## Crediti

### Quilapayún
- Eduardo Carrasco
- Carlos Quezada
- Willy Oddó
- Patricio Castillo
- Hernán Gómez
- Rodolfo Parada

### Altro
- Toño Larrea - copertina
- Vicho - copertina